# Calci trong sinh học

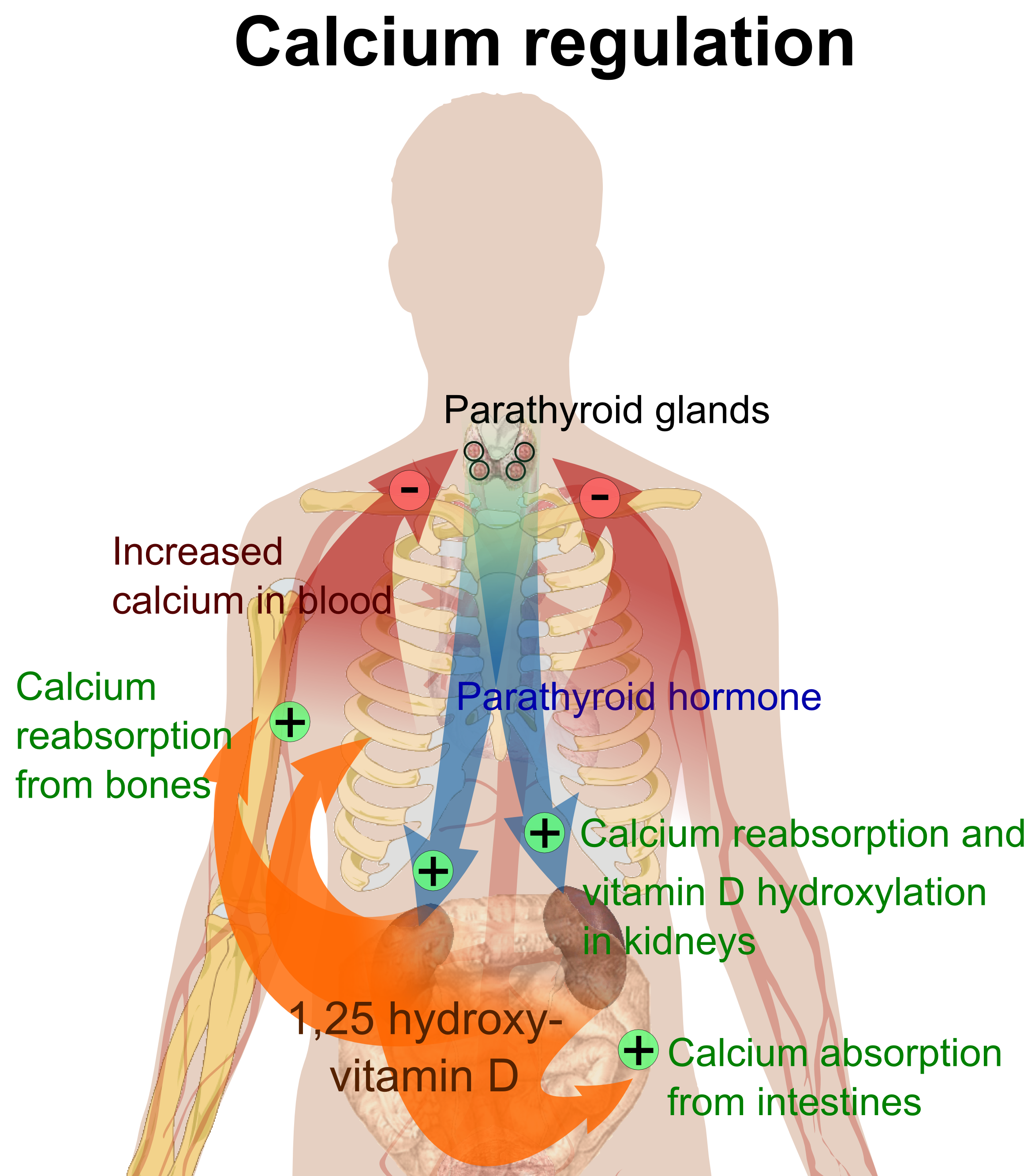
Calci trong sinh học

Calci (từ tiếng Latinh: Calcis) là nguyên tố hoá học ký hiệu Ca. Calci là nguyên tố thiết yếu cho sự sống. Mức calci trong động vật có vú được kiểm soát chặt. Trong cơ thể thì 98% calci nằm ở xương và răng; 2% còn lại là ion calci nằm trong máu để thực hiện các chức năng thần kinh cơ, đông máu. Trong máu, Ca ở dưới 3 dạng: 50% dưới dạng ion Ca2+, gần 50% kết hợp với protein huyết tương, chủ yếu là albumin và chỉ còn rất ít dưới dạng phức hợp với phosphat, citrat, carbonat.

## Vai trò của calci đối với các bộ phận trong cơ thể

### Đối với xương
Nguyên tố calci là một trong những nguyên tố quan trọng nhất với quá trình cấu tạo và hình thành khung xương. Về mặt cấu tạo, xương chủ yếu được tạo thành từ các khoáng chất (đa phần là Calci), chiếm khoảng 70% trọng lượng xương khô và các chất hữu cơ (chiếm phần lớn là Collagen), chiếm 30% trọng lượng xương khô. Thiếu calci sẽ khiến trẻ em chậm lớn, còi xương, người lớn tuổi sẽ bị loang xương và mắc nhiều căn bệnh về xương khớp

### Đối với hệ miễn dịch
Calci chính là nguyên tố phát hiện sớm những tác nhân gây bệnh xâm nhập vào cơ thể, vì calci giữ vai trò sứ giả thông tin thứ hai. Calci còn giữ vai trò kích hoạt năng lực di chuyển và năng lực bao vây, tiêu diệt vi khuẩn, độc tố gây bệnh của tế bào trắng.
Đối với những bệnh do chức năng miễn dịch giảm sút, trên cơ sở chữa trị bệnh nguyên phát, ta bổ sung calci để điều chỉnh cân bằng khả năng miễn dịch cho cơ thể sẽ đẩy lùi bệnh tật

### Đối với hệ thần kinh
Ion calci có vai trò quan trọng trong truyền dẫn thần kinh. Khi cơ thể thiếu calci thì hoạt động truyền dẫn thần kinh bị ức chế, công năng hưng phấn và công năng ức chế của hệ thần kinh bị suy giảm.

### Đối với cơ bắp
Công năng sinh lý của cơ bắp chủ yếu nhờ vào sự co giãn của các sợi cơ để hoàn thành công năng của các khí quan vận động của cơ thể, ion calci đóng vai trò quan trọng trong hoạt động co giãn của cơ bắp.

### Vai trò khác
- Tham gia quá trình đông máu bằng cách giảm thiểu máu thấm ra mao mạch.
- Kích hoạt Enzim làm giảm mỡ máu, hỗ trợ Enzim phân giải protit.
- Làm tế bào kết dính nhau trong cấu trúc hàng tỷ tế bào tạo nên các bộ phận trong cơ thể.
- Bảo vệ đường hô hấp vì đường hô hấp của con người có một lớp tế bào lỏng di chuyển một chiều từ dưới lên (đẩy lên) Ion calci có tác dụng làm chuyển động đó khỏe khoắn hơn.
- Tại thời khắc hình thành sự sống, khi tinh trùng tiếp xúc với trứng đã cần có sự tham gia, tác động của calci và không thể nào thay thế bởi một chất nào khác.